# Pénétrance
 (novembre 2009).
Si vous disposez d'ouvrages ou d'articles de référence ou si vous connaissez des sites web de qualité traitant du thème abordé ici, merci de compléter l'article en donnant les références utiles à sa vérifiabilité et en les liant à la section « Notes et références ».

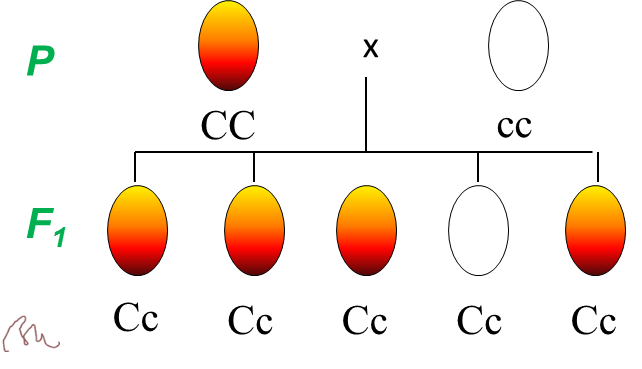
Schéma illustrant le phénomène de pénétrance : même avec un génotype Cc identique, les enfants de la génération F1 n'expriment pas tous le même phénotype (représentés en blanc et en orange)

La pénétrance, en génétique, est la portion d'individus possédant un génotype donné qui exprime le phénotype correspondant ,.
La pénétrance varie selon l'âge, le sexe et les moyens utilisés pour la détecter[réf. nécessaire].
Elle est à différencier de l'expressivité qui définit le degré de l'expression d'un phénotype (son intensité) chez l'individu possédant le génotype correspondant.
La pénétrance d'une maladie génétique est de 100 % si cette maladie s'exprime dès que les conditions génétiques sont présentes, c'est-à-dire si tous les individus qui ont le même génotype expriment le même phénotype. Par exemple :
- dans l'achondroplasie, la pénétrance est de 100 % chez le fœtus ;
- dans la maladie de Huntington, la pénétrance est de 100 % à 75 ans mais n'est que de 50 % à 50 ans.

Lorsque la pénétrance est incomplète, des individus de génotypes identiques n'exprimeront pas tous le même phénotype. Cette notion de pénétrance explique que, dans le cas de certaines maladies où la prévalence du gène est élevée comme dans l'hémochromatose, il existe relativement peu de personnes atteintes par la pathologie.